# TV オン・ザ・レディオ
TV オン・ザ・レディオ（ティービー・オン・ザ・レディオ、TV on the Radio）は、アメリカ・ブルックリンのインディー・ロック・バンド。リード・ボーカルのトゥンデ・アデビンペと、マルチ・プレイヤーでプロデュースも担当するデヴィッド・シーテックを中心に活動している。

## 来歴
2001年、ニューヨーク・ブルックリンにて結成。2002年、自主制作のデモ・コンピレーション・アルバム『OK Calculator』をリリース。
2004年、ファースト・アルバム『デスパレイト・ユース、ブラッドサースティー・ベイブス』を発売。
2006年、2作目のアルバム『リターン・トゥ・クッキー・マウンテン』を発表。アルバムにはデヴィッド・ボウイ、ブロンド・レッドヘッド、ヤー・ヤー・ヤーズなどが参加。『スピン』誌ではアーティスト・オブ・ザ・イヤーに選ばれた。
2008年、3作目のアルバム『ディア・サイエンス』をリリース。『ローリング・ストーン』誌、『スピン』誌で年間ベスト・アルバムの栄誉に輝いた。
2011年4月20日、ベースとキーボードを担当するジェラード・スミスが肺がんのため34歳で死去した。4作目のアルバム『Nine Types of Light』の発売から一週間後の出来事だった。
2014年11月18日、5作目のアルバム『シーズ』を発表。2015年6月には9年ぶりとなる来日公演が予定されていたが諸般の事情でキャンセルとなった。

## メンバー

### 最新メンバー

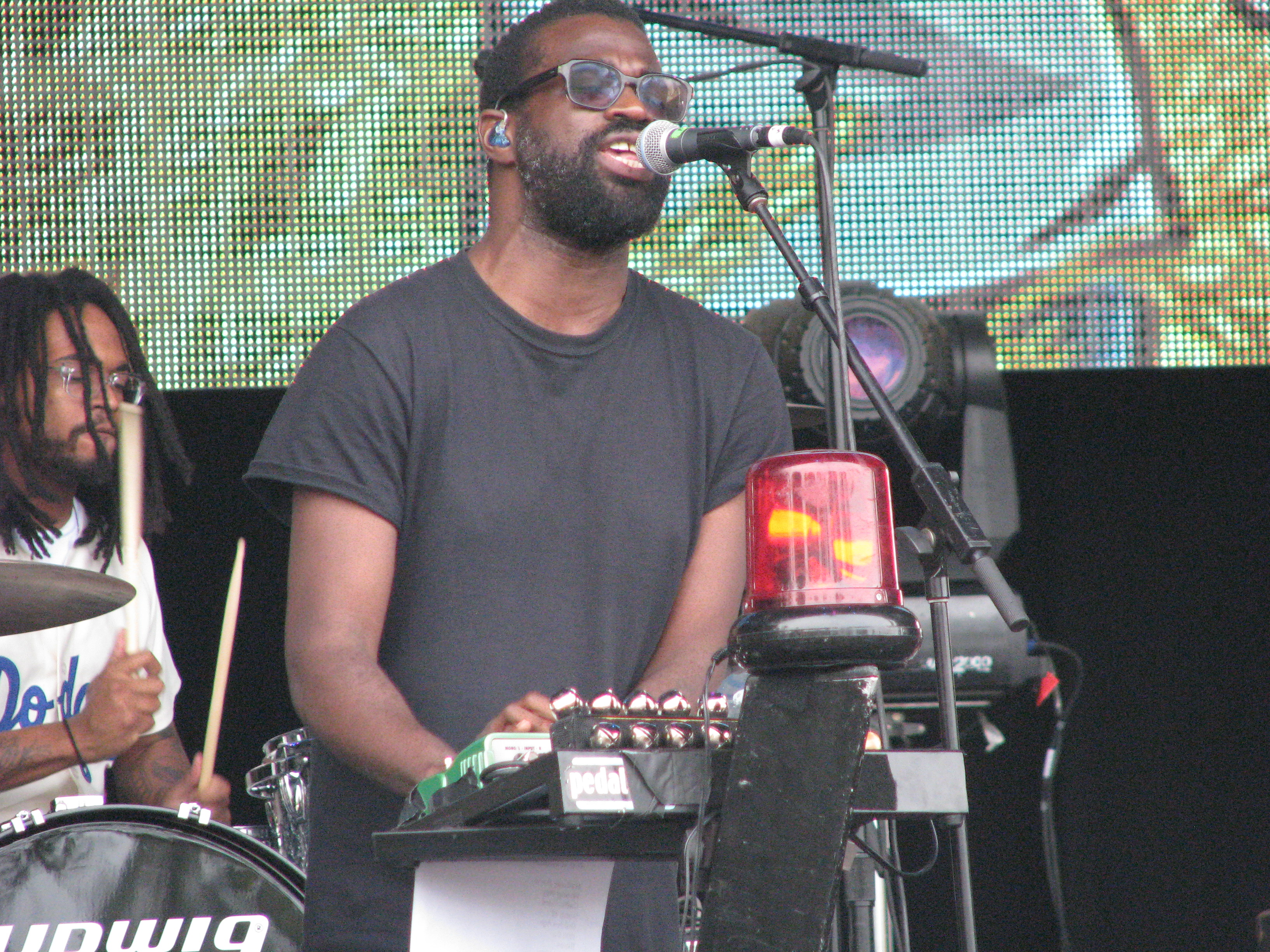
トゥンデ・アデビンペ（2011年）

- トゥンデ・アデビンペ (Tunde Adebimpe) – リード・ボーカル、バック・ボーカル、プログラミング、シーケンサー (2001年– )

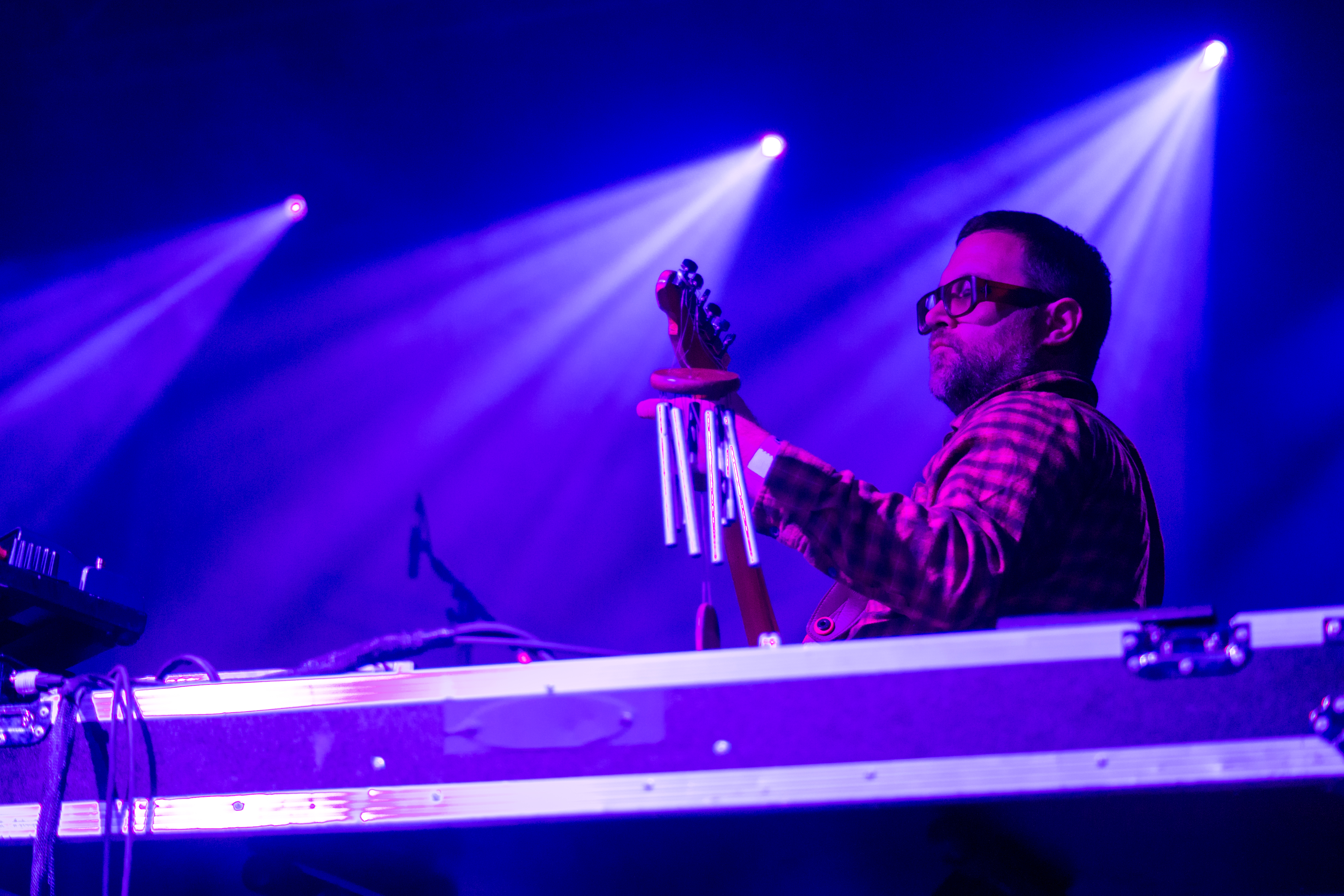
デヴィッド・シーテック（2015年）

- デヴィッド・シーテック (David Sitek) – リード・ギター、プログラミング、サンプラー、ベース、シンセサイザー、管楽器、パーカッション (2001年– )

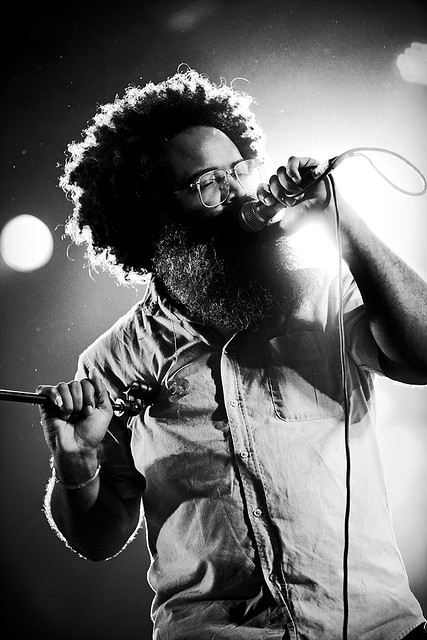
ライブで演奏するキップ・マローン（2009年）

- キップ・マローン (Kyp Malone) – リード・ボーカル、バック・ボーカル、ギター、ベース、シンセサイザー、ストリングス (2003年– )
- ジャリール・バントン (Jaleel Bunton) – ドラム、パーカッション  (2005年– スタジオ、2005年–2011年 ライブ)、ベース、プログラミング、ストリングス (2008年– )、ギター、ローズ・ピアノ、オルガン、シンセサイザー、バック・ボーカル (2005年– )

### 旧メンバー
- ジェラード・スミス (Gerard Smith) – ベース、オルガン、ピアノ、サンプラー、プログラミング、ローズ・ピアノ (2005年–2011年)

## ディスコグラフィ

### スタジオ・アルバム
- 『デスパレイト・ユース、ブラッドサースティー・ベイブス』 - Desperate Youth, Blood Thirsty Babes (2004年、Touch and Go/4AD)
- 『リターン・トゥ・クッキー・マウンテン』 - Return to Cookie Mountain (2006年、Interscope/4AD)
- 『ディア・サイエンス』 - Dear Science (2008年、Interscope/4AD)
- Nine Types of Light (2011年、Interscope)
- 『シーズ』 - Seeds (2014年、Harvest)

## 来日公演
- 2005年
  - 8月13日 千葉 幕張メッセ - SUMMER SONIC TOKYO
  - 8月14日 大阪 インテックス大阪 - SUMMER SONIC OSAKA
- 2006年
  - 7月18日 東京 LIQUIDROOM ebisu